# Marc Bret i Gumà
Marc Bret i Gumà és un paisatgista i fotògraf català. Especialitzat en fotografia de distància va assolir un rècord Guinness al setembre del 2020 amb una fotografia dels Alps feta des d'un cim dels Pirineus, el Pic de Finestrelles a la Cerdanya el 16 de juliol de 2016. La foto, que retrata una distància de 443 km entre tots dos punts, va superar àmpliament la fita precedent que era de 370 km. Uns quants mesos abans, el gener del 2016, havia fotografiat la serra de Tramuntana de Mallorca des del Tibidabo.